# Formiguer d'espatlles blanques
El formiguer d'espatlles blanques (Percnostola melanoceps) és una espècie d'ocell de la família dels tamnofílids (Thamnophilidae).
Habita el sotabosc de la selva pluvial de les terres baixes fins als 500 m, de l'est de Colòmbia, est de l'Equador, nord-est del Perú i oest amazònic del Brasil.